# Apterina
Apterina es una dihidro furanocumarina con la fórmula C20H24O10. Es el glucósido de vaginol. Se ha aislado a partir de la raíz de plantas en la familia Apiaceae, tales como los miembros del género Angelica, incluyendo Angelica archangelica y en Zizia aptera.
Se ha informado que puede  dilatar las arterias coronarias, así como bloquear los canales de calcio. 